# Джимхана (конный спорт)
Джимхана — конная игра, первоначально возникшая в Индии, В прошлом она практиковалась в кавалерии для развития сообразительности и ловкости у всадников. В настоящее время игра имеет ярко выраженный шуточный характер. Игру обычно проводят в манеже или на площадке с общим или раздельным стартом. Участники на короткой дистанции выполняют серию заданий. Например, двигаясь рысью или галопом они должны на ходу расседлать коня и ехать дальше без седла (элемент джигитовки). Или, сидя спиной вперед, преодолеть небольшое препятствие; доскакать до судьи, спешиться, взять у него запечатанный конверт, сесть толчком в седло, вскрыть на ходу конверт, прочесть и выполнить задание. Чем разнообразнее задания, тем веселее проходит игра. Игра ведется на время. За превышение времени и каждое невыполненное задание участники получают штрафные баллы. Выигрывает всадник, прошедший дистанцию с наименьшими штрафными баллами..